# Centrale géothermique Akiira One
 (2020).
La centrale géothermique Akiira One (en anglais : Akiira One Geothermal Power Station), est un projet de centrale géothermique de 70 MW au Kenya.

## Géographie
La centrale est située dans la grande zone géothermique d'Olkaria, à environ 12 km au sud de la centrale géothermique Olkaria I existante, et à environ 127 km, au nord-ouest de Nairobi, la capitale et la plus grande ville du Kenya.

## Histoire
Centum Investments, une société d'investissement kényane, conjointement avec trois autres entités non kényanes, prévoient de construire la centrale géothermique d'Akiira pour un coût prévisionnel de 300 millions de dollars américains, en utilisant Akiira Geothermal Limited, la société qu'ils possèdent conjointement.
La centrale sera développée par étapes, les 70 premiers mégawatts devaient être mis en service d'ici décembre 2018 et les 70 mégawatts suivants ajoutés au réseau national à une date ultérieure.
En août 2015, Akiira Geothermal Limited signe un accord d'achat d'électricité avec Kenya Power and Lighting Company au prix de 9,23 USD par kilowattheure,.

## Propriété
La centrale géothermique Akiira One appartient à Akiira Geothermal Limited, une société à responsabilité limitée kényane appartenant à  Centum Investment Company Limited et à trois autres sociétés non kényanes. La participation dans Akiira Geothermal Limited est décrite dans le tableau ci-dessous :
| Rang | Nom société                                   | Pourcentage participation |
| ---- | --------------------------------------------- | ------------------------- |
| 1    | Centum Investment Company Limited (Kenya)     | 37.5                      |
| 2    | Ram Energy of the United States of America    |                           |
| 3    | Marine Power of the USA                       |                           |
| 4    | Frontier Investment Management ApS (Danemark) |                           |
|      | Total                                         | 100.00                    |

## Financement de la construction
La facture totale de la construction est budgétée à 300 millions USD (30 milliards de KSh ). Sur ce montant, 30 % proviendront des actionnaires, tandis que les 70 % restants seront empruntés à Standard Bank.Akiira a déjà reçu une subvention de 86 millions KSh de la Overseas Private Investment Corporation (OPIC) en octobre 2014, dans le cadre du programme Power Africa du président Obama,. En janvier 2018, la Banque européenne d'investissement (BEI), a proposé de prêter 155 millions d'euros (19,5 milliards de KSh) pour financer la construction.